# Denis Prychynenko
Denis Sergeyevitch Prychynenko (en ukrainien : Денис Сергеевич Причиненко), né le 17 février 1992 à Potsdam en Allemagne, est un footballeur ukrainien qui joue au poste de défenseur central au Patro Eisden Maasmechelen.

## Biographie
Denis Prychynenko évolue en Allemagne, en Écosse, en Ukraine, en Bulgarie et enfin en Belgique.

## Palmarès
| RWS Bruxelles - Championnat de Belgique de deuxième division (1) : - Champion : 2016. |  | Beerschot VA - Championnat de Belgique de deuxième division (1) : - Champion : 2020. - Championnat de Belgique de troisième division (1) : - Champion : 2017. |